# The Moving Picture World

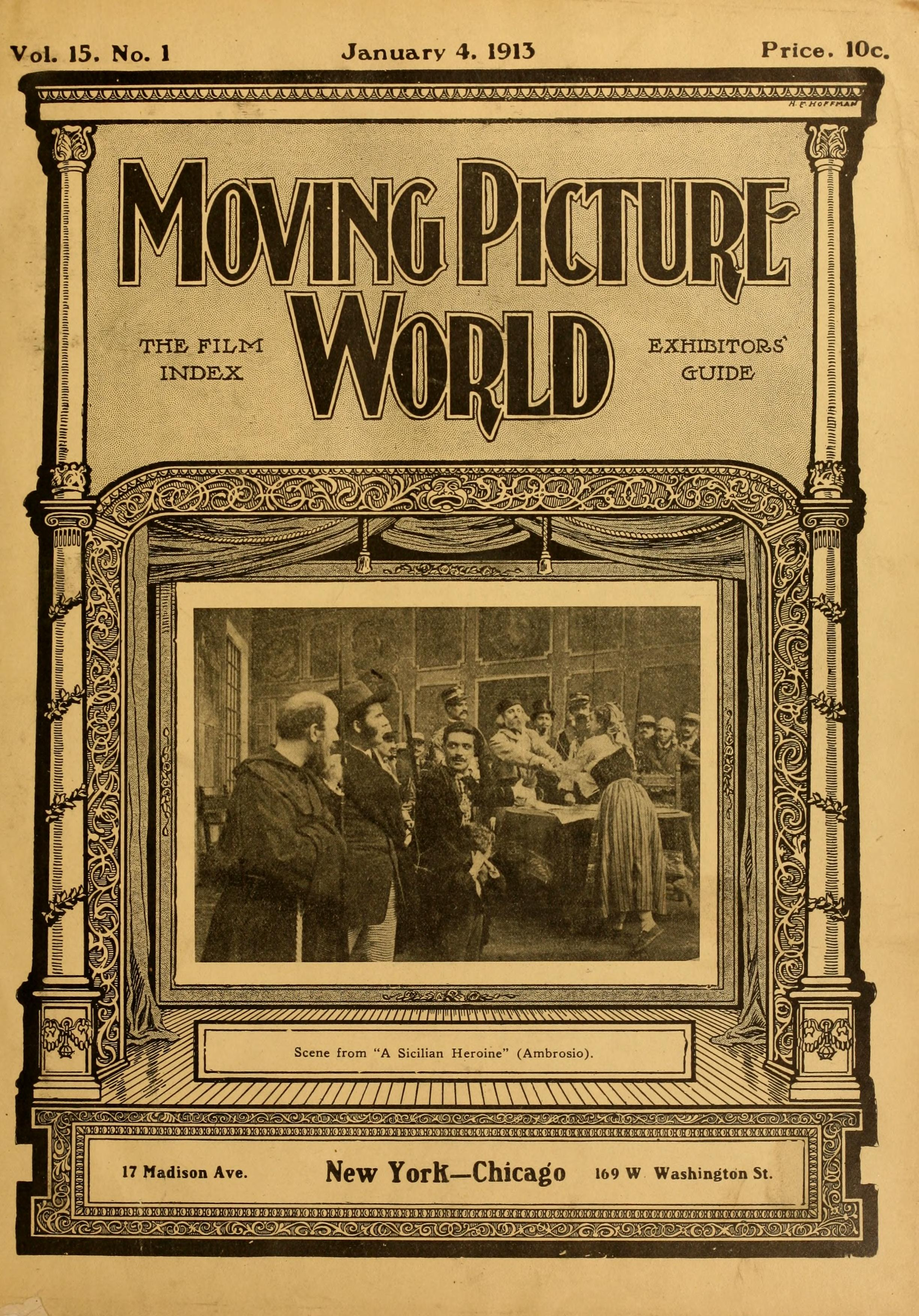

The Moving Picture World foi uma revista pioneira sobre a indústria cinematográfica dos Estados Unidos, de 1907 a 1927. Em 1914, ela teve uma circulação de aproximadamente 15 000 exemplares.
A publicação foi fundada por James Petrie (J.P.) Chalmers, Jr. (1866-1912), que começou a publicar em março de 1907 com o nome The Moving Picture World and View Photographer.